# Foster Engineering Company
Foster Engineering Company Ltd. war ein britischer Automobilhersteller.

## Unternehmensgeschichte
Das Unternehmen aus Letchworth Garden City, Hertfordshire begann 1922 mit der Produktion von Automobilen. Konstrukteur war Albert Bowyer-Lowe, der zuvor bei J.A.P. tätig war. Der Markenname lautete Autogear. Im gleichen Jahr endete die Produktion. Es bestand keine Verbindung zur Autogear Limited aus Leeds, die von 1922 bis 1923 den gleichen Markennamen verwendeten.

## Fahrzeuge
Das einzige Modell war ein Leichtfahrzeug. Ein Zweizylinder-Reihenmotor mit einer Leistung von 7 bhp (5,1 kW) trieb das Fahrzeug über Riemen an.